# Jérôme Vincent
Pas d'image ? Cliquez ici

a Compétitions nationales et continentales officielles uniquement.

b Matchs officiels uniquement.
Vincent Jérôme , né le 10 juillet 1975 à Villeneuve-sur-Lot, est un joueur de rugby à XIII français dans les années 1990 et 2000. Il occupe le poste de deuxième ligne.
Il joue la majeure partie de sa carrière au sein du club de Toulouse et remporte avec celui-ci le titre du Championnat de France en 2000. Il dispute également trois finales de Championnat de France en 2001, 2005 et 2006, toutes perdues.
Fort de ses performances en club, Vincent Jérôme  dispute quatre rencontres officielles avec l'équipe de France lors de la saison 2011 en prenant part à la tournée de 2001.

## Biographie
Composition de Toulouse :
En 2020, Vincent Jérôme reprend le restaurant « La Table des barriques » sur la commune de Villeneuve-sur-Lot après avoir été formateur en hôtellerie.

## Palmarès
- Collectif :
  - Vainqueur du Championnat de France : 2000 (Toulouse).
  - Finaliste du Championnat de France : 2001, 2005 et 2006 (Toulouse).

### Détails en sélection
| 1. | 10 juin 2001 | Nouvelle-Zélande          | 0-36  | Test-match     | Deuxième ligne | - | - | - | - |
| 2. | 17 juin 2001 | Papouasie-Nouvelle-Guinée | 27-16 | Deuxième ligne | Remplaçant     | - | - | - | - |
| 3. | 20 juin 2001 | Papouasie-Nouvelle-Guinée | 24-34 | Test-match     | Deuxième ligne | - | - | - | - |
| 4. | 26 juin 2001 | Irlande                   | 56-16 | Test-match     | Deuxième ligne | 4 | 1 | - | - |